# 스즈키 도모야
스즈키 도모야(일본어: 鈴木 智也, 2000년 8월 19일~)는 일본의 축구 선수이다.

## 구단 경력
그는 J1리그의 FC 도쿄에 입단했다. 2018년 J3리그의 FC 도쿄 U-23에서 뛰었다.